# Stierkampfarena

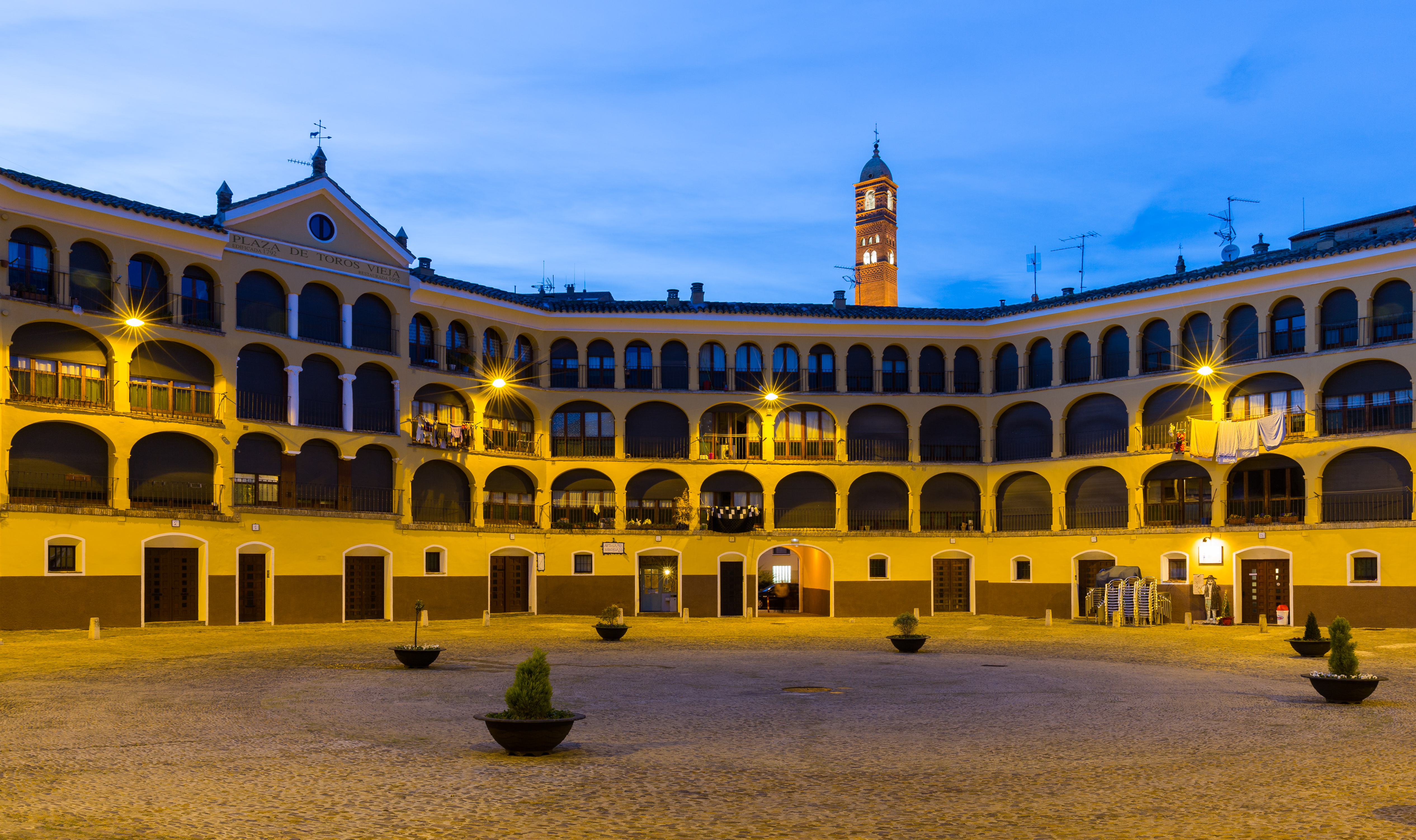
Stierkampfarena in Tarazona
(ca. 7000 Plätze; um 1790)

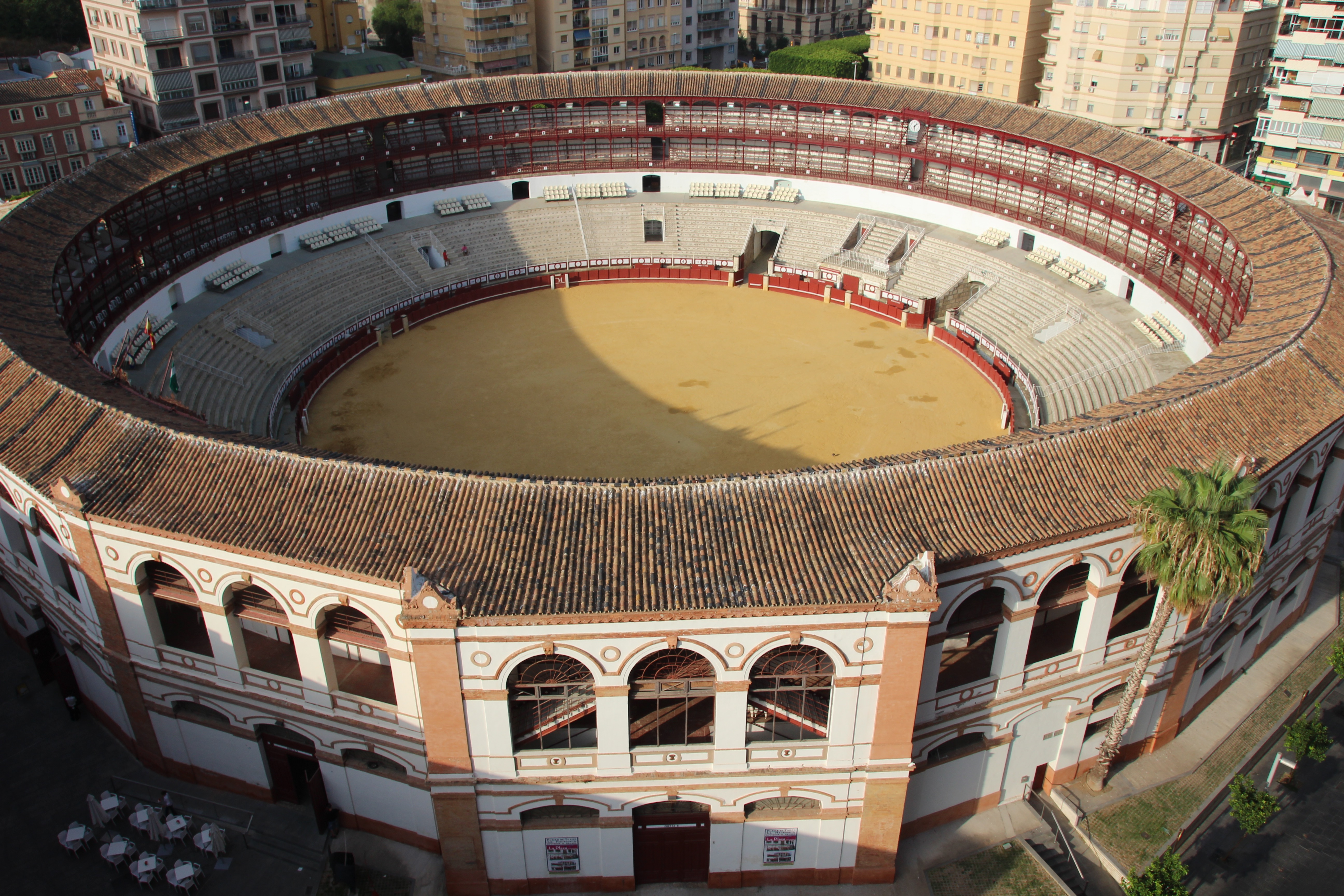
Stierkampfarena in Málaga
(ca. 9000 Plätze; um 1875)

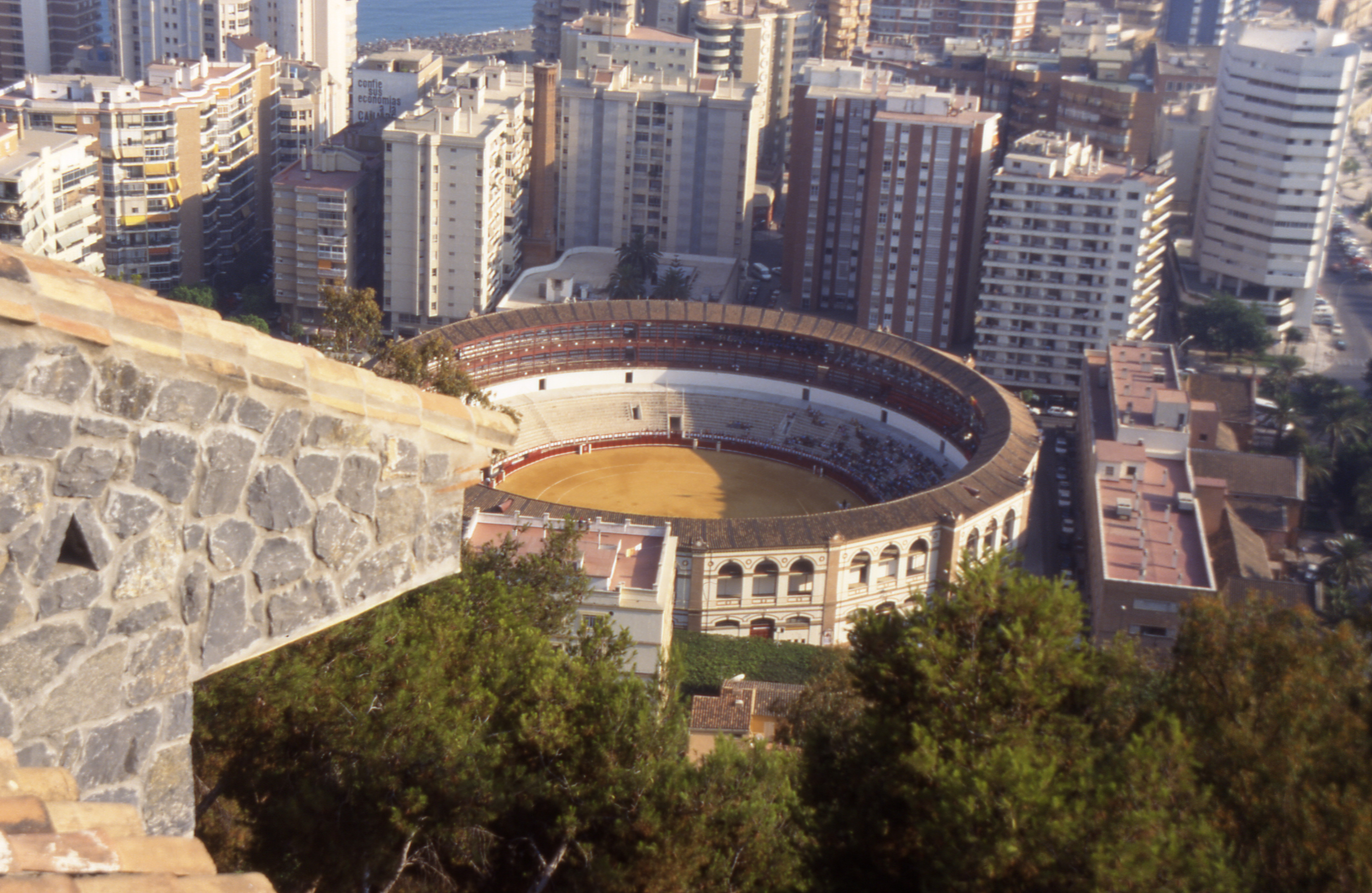
Blick auf die Arena in Málaga vom Parador

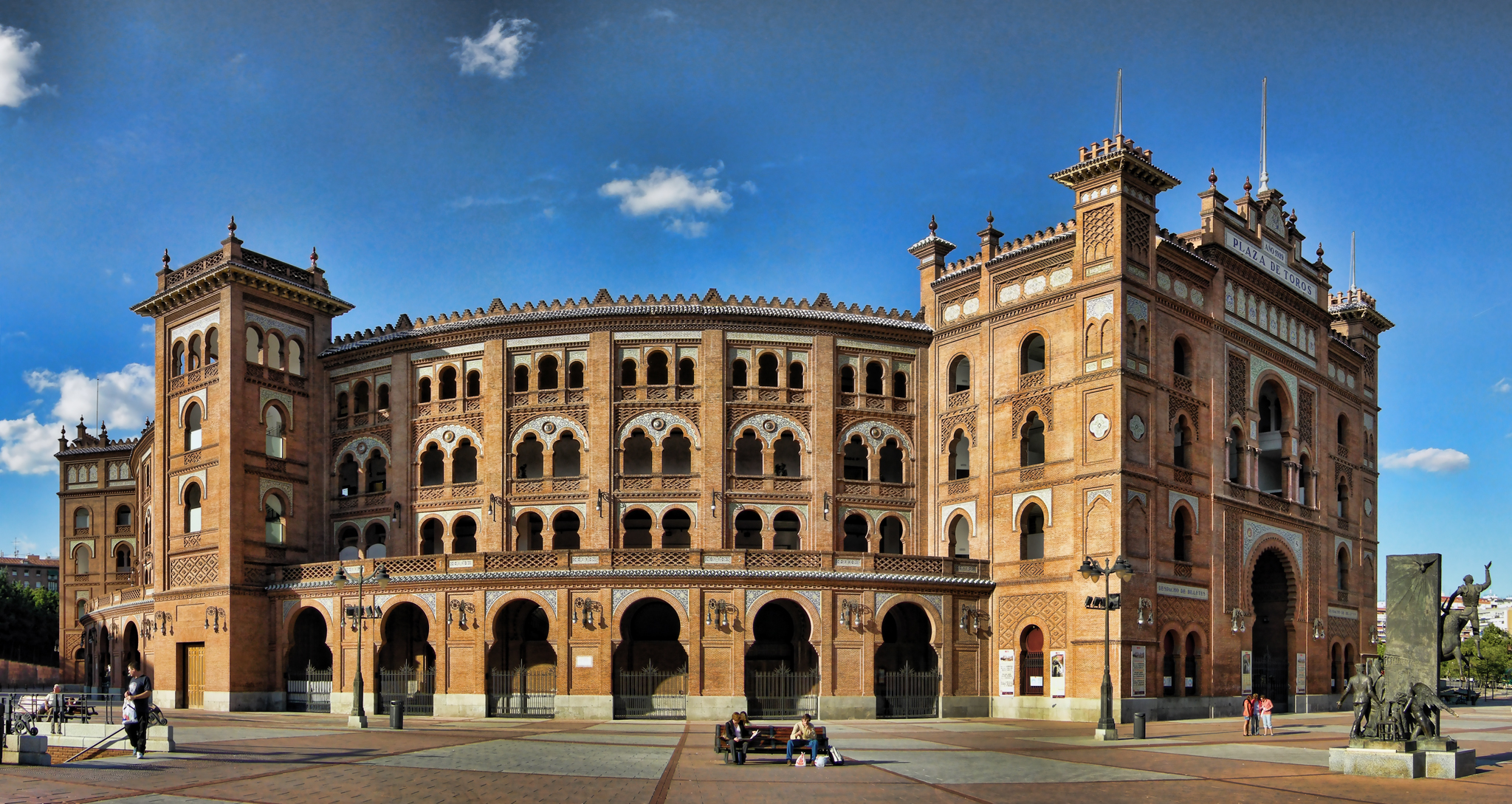
Stierkampfarena in Madrid
(ca. 24.000 Plätze; um 1934)

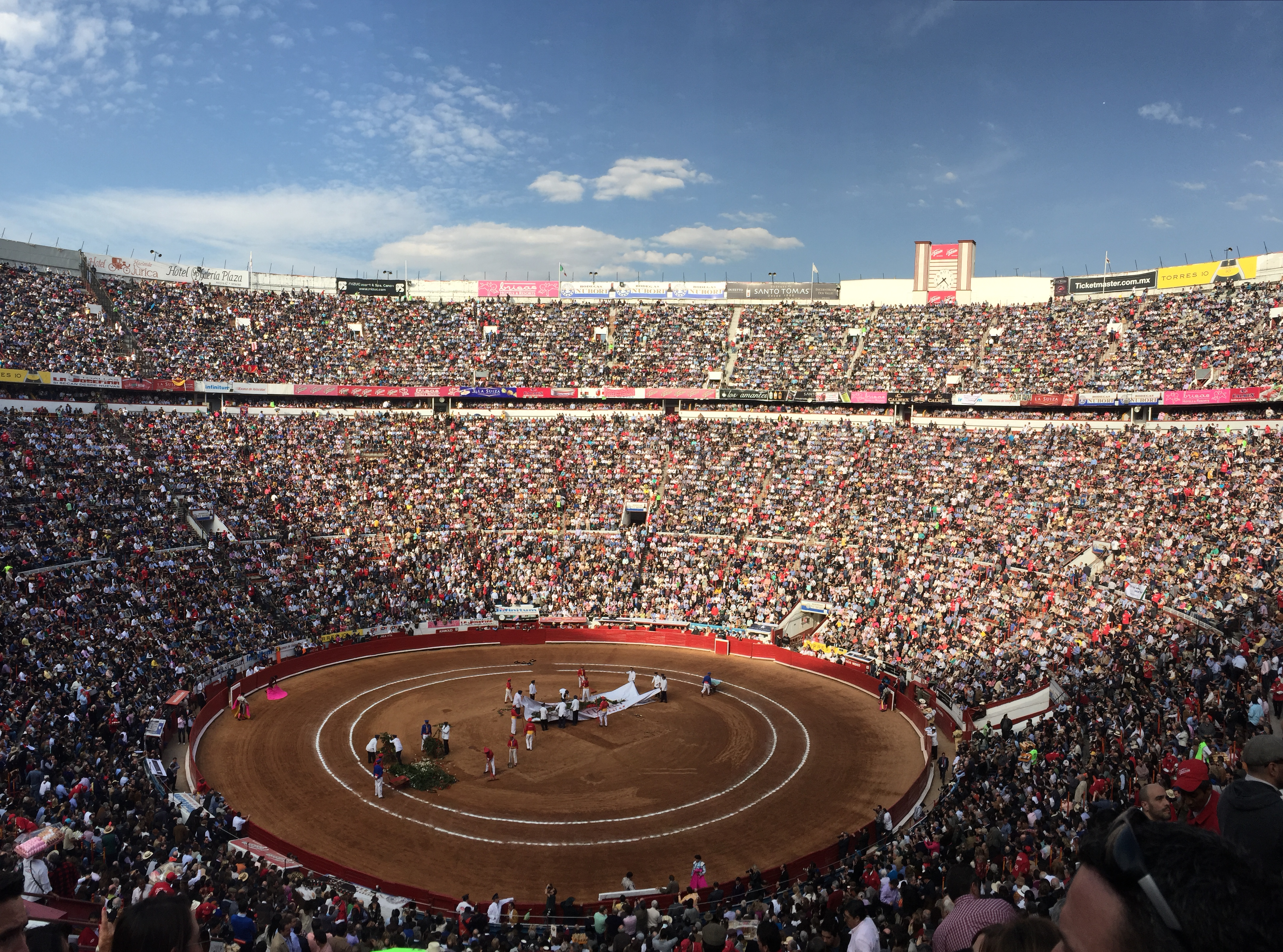
Stierkampfarena in Mexiko-Stadt (ca. 45.000 Plätze; um 1945)

Eine Stierkampfarena (spanisch Plaza de Toros, portugiesisch Praça de Touros) dient der Austragung von Stierkämpfen, die in Spanien als ritualisiertes Töten von Stieren betrieben werden, während in Portugal der Stier die Arena lebend verlässt. Auch im spanisch-portugiesischen Kolonialreich gibt es etliche Bauwerke dieser Art – die Arena von Mexiko-Stadt ist mit ca. 45.000 Plätzen die größte.

## Geschichte
Fanden vielerorts bis ins frühe 20. Jahrhundert hinein Stierkämpfe ein- oder zweimal jährlich auf innerstädtischen Plätzen bzw. in Holzarenen statt (z. B. Plaza del Coso (Peñafiel)), so nahm mit dem Wachstum der Städte und der zunehmenden Zahl der Veranstaltungen der Bedarf nach speziell für diesen Zweck konstruierten Bauten zu. Die ältesten bekannten Steinarenen Spaniens stammen aus dem 18. Jahrhundert und stehen in Béjar (Altkastilien), Saragossa (Aragonien), Ronda (Andalusien) und in Tarazona (Aragonien).

## Architektur
Eine Stierkampfarena ist zumeist rund, nicht unähnlich einem antiken Amphitheater, mit einem Durchmesser von etwa 45 bis maximal 60 m; die Bauten selbst können Außendurchmesser von über 100 m haben. Es gibt jedoch auch oktogonale Beispiele (z. B. in Tarazona). Waren die frühen Arenen in Anlehnung an die Häuserfronten innerstädtischer Plätze noch von Balkonen gesäumt, so entfallen diese bei den späteren Bauten ganz oder teilweise. Die eigentliche Kampffläche und der Bereich der Zuschauer sind meist durch eine Holzpalisade voneinander getrennt. Diese hat eine Art Fußleiste, sodass der Torero sie auf der Flucht vor dem Stier überspringen kann; in seltenen Fällen gelingt es jedoch auch dem Stier, die Palisade zu überwinden, was bei den Zuschauern Panik auslöst.
Für die Zuschauer stehen oft drei Kategorien von Sitzplätzen zur Verfügung: die kühleren Schattenplätze (sombra), die günstigeren Sonnenplätze (sol) und die Plätze, die zu Beginn der corrida in der Sonne liegen und im Verlauf der Kämpfe überschattet werden (spanisch sol y sombra, portugiesisch sol e sombra). In manchen Arenen, wie jener in Ronda, einer der ältesten und schönsten Spaniens, oder in der traditionsreichen Praça de Touros do Campo Pequeno in Lissabon, sind alle Plätze überdacht; in anderen ist der innere Teil den Einflüssen von Sonne und (seltener) Regen ausgesetzt.

## Weitere Beispiele
- Plaza de Toros de Acho
- Plaza de Toros de Béjar
- Plaza de Toros de Illumbe
- Plaza de Toros de Logroño
- Plaza de Toros de Pamplona
- Plaza de Toros de Zaragoza
- Plaza de Toros de Ronda
- Plaça de toros de Palma

## Sonstiges
Insbesondere in Spanien verfügen viele Arenen über eine Metzgerei, einen eigenen Pferdehof, ein Stiergehege und eine Krankenstation. Das Fleisch der toten Stiere wird in der Metzgerei zerlegt und kann später in den umliegenden Fleischfachgeschäften (carnicerías) und Supermärkten gekauft werden. Der Erlös dient oft karitativen Zwecken.
In Portugal verfügen die Arenen neben Stallungen über eine Krankenstation, wo der Veterinär nach dem Kampf die Stiere untersucht und zur Schlachtung oder zur Rückkehr auf die Zuchtfarm freigibt.